# 2019 en chimie
Cet article présente les faits marquants de l'année 2019 en chimie.

## Évènements
- En France, 2018-2019 est l'Année de la chimie de l'école à l'université par le ministère de l'Éducation nationale, en association avec le ministère de l'Enseignement supérieur, de la Recherche et de l'Innovation[1].
- 51ème Olympiades Internationales de Chimie, organisées à Paris en France du 21 juillet au 30 juillet[2],[3].

## Prix
- Prix Nobel de chimie : John B. Goodenough, Stanley Whittingham et Akira Yoshino pour leur contribution à la création des batteries au lithium-ion[4],[5].
- Prix Wolf de chimie : John F. Hartwig, Stephen L. Buchwald « pour leur développement de méthodes précises et efficaces de formation de liaisons carbone-hétéroatome par le biais de catalyseurs à base de métaux de transition. »[6]
- Prix Procter & Gamble : Naomi J. Halas[7]
- Médaille Garvan-Olin : Lisa McElwee-White[8]
- Prix Ernest-Guenther : Iwao Ojima[9]
- ACS Award in Pure Chemistry : Danna Freedman[10]
- Arthur C. Cope Award : Dieter Seebach[11]
- Prix Irving-Langmuir : Devarajan (Dave) Thirumalai[12]
- Médaille Priestley : K. Barry Sharpless[13],[14]
- Médaille Leverhulme : Frank Caruso[15]
- Médaille Davy : Varinder Aggarwal Pour ses méthodes révolutionnaires de couplage des esters boroniques créant des structures 3D avec un contrôle total de la forme et de la fonctionnalité, avec de nombreuses applications dans le domaine des sciences[16].
- Grand prix Émile-Jungfleisch : Jacqueline Cherfils[17]
- Prix Alfred-Bader : Todd Lowary[18]

- Grand prix Pierre-Süe : Patrice Simon[19]
- Grand prix Achille-Le-Bel : Patrick Couvreur[20]
- Claude S. Hudson Award in Carbohydrate Chemistry : Hung-Wen (Ben) Liu[21]
- Médaille William-H.-Nichols : Vicki Grassian[22]

## Décès
- 11 mai[23] : Hubertine Rose Éholie (née en 1934), chimiste ivoirienne.
- 7 août[24] : Kary Mullis (né en 1944), biochimiste américain, prix Nobel de chimie en 1993[5],[25].